# Urs Fehlmann
Urs Fehlmann (25 agosto 1961) è un bobbista svizzero.

## Biografia
Viene ricordato di una medaglia d'oro nella sua disciplina, vittoria ottenuta ai campionati mondiali del 1987 (edizione tenutasi a St. Moritz, Svizzera) insieme ai connazionali Hans Hiltebrand, Erwin Fassbind e André Kiser. Nell'edizione l'argento andò alla Germania il bronzo alla Svizzera.